# Villa Florio (Favignana)
Palazzo Florio è situato sull'isola di Favignana. Realizzato in stile neogotico nella struttura esterna e Liberty negli arredi interni, richiama le atmosfere di fine Ottocento.

## Storia

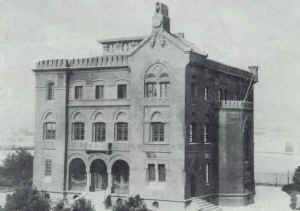
Palazzo Florio a costruzione ultimata

Fu fatto costruire da Ignazio Florio, subito dopo aver acquistato le isole Egadi nel 1874 e fu progettato dall'architetto e ingegnere palermitano Giuseppe Damiani Almeyda. Per farlo fu abbattuta una torre preesistente che costituiva il forte San Leonardo.
Il palazzo divenne il salotto di Favignana, dove Ignazio Florio jr e Donna Franca invitavano i loro amici a far festa nel periodo della mattanza.

## Descrizione

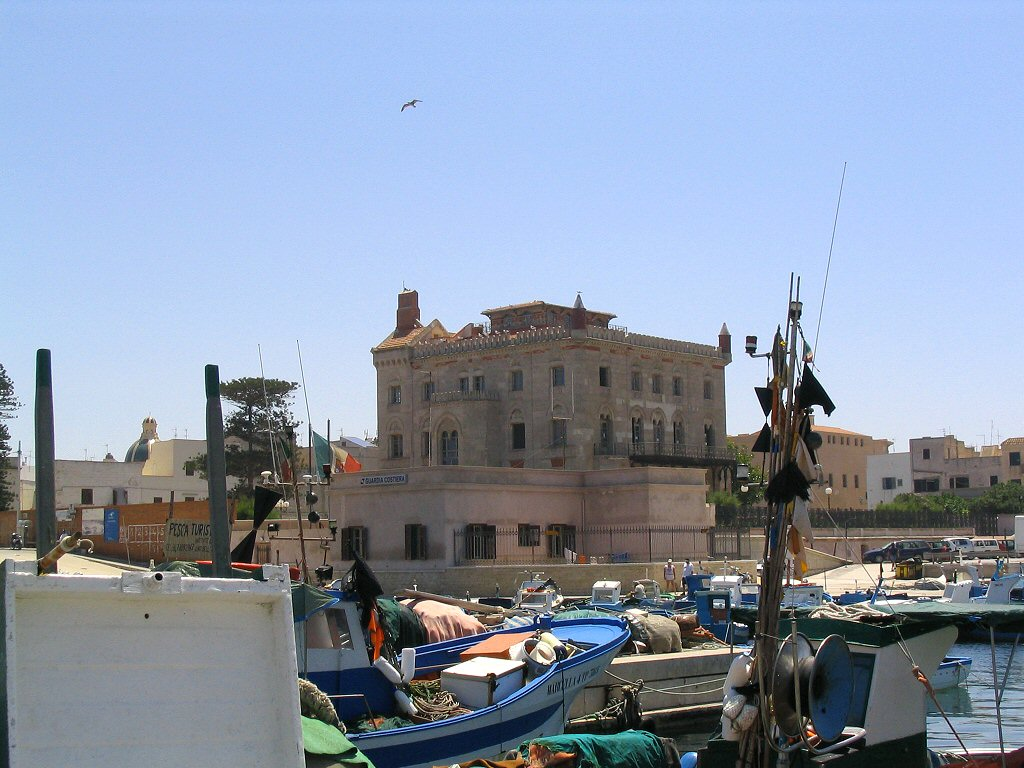
Palazzo Florio visto dal porto di Favignana

L'autore del progetto, Almeyda, era un architetto riconosciuto, tra i più apprezzati dell'epoca e a Favignana si occupò anche di ristrutturare e ampliare gli edifici dello stabilimento, la Camperìa. Che la chiesa di Sant'Antonio Abbate, che esiste documentalmente dal tempo dei Pallavini, sia stata ristrutturata da Damiani Almeyda è pura ed arbitraria congettura priva di qualsiasi riscontro.
A quel tempo dei sotterranei collegavano il palazzo a un altro edificio, denominato I Pretti (posto proprio in cima alla salita del porto e ora diventato un albergo), che era la sede delle cucine, delle scuderie e della servitù. 
Il palazzo Florio oggi è proprietà del Comune ed è sede del Consiglio comunale, della Biblioteca comunale e dell'Info point turistico. 
Vi è ubicato un piccolo antiquarium e una collezione malacologica, con ingresso gratuito.